# 5851 Inagawa
5851 Inagawa (tên chỉ định: 1991 DM1) là một tiểu hành tinh vành đai chính. Nó được phát hiện bởi Shigeru Inoda và Takeshi Urata ở Karasuyama, Tochigi, Nhật Bản, ngày 23 tháng 2 năm 1991. Nó được đặt theo tên the town thuộc Inagawa, Hyōgo.